# فرودگاه اوتیریک
فرودگاه اوتیریک (به انگلیسی: Utirik Airport)  یک فرودگاه   با کد یاتا UTK است که یک باند فرود شن دارد و طول باند آن ۷۳۲ متر است. این فرودگاه در  کشور جزایر مارشال قرار دارد و در ارتفاع ۱ متری از سطح دریا واقع شده است.